# Окло
Окло — урановое месторождение в Габоне, недалеко от города Франсвиль.

## История
Месторождение было открыто французскими изыскателями в 1956 году, когда Габон ещё являлся французской колонией. Находится в западной части бассейна Франсвиль вблизи его границы с кристаллическим архейским фундаментом в зоне влияния крупного разлома.
Для разработки была организована компания Comuf (фр. Compagnie des Mines d'Uranium de Franceville).
В настоящее время месторождение истощено и добыча прекращена.

## Научное значение
Месторождение представляет научный интерес как место существования природного ядерного реактора, образующего несколько очагов — Окелобондо, Бангомбе (Bangombe) и другие (известно не менее 17 штук).